# Andreas Dresen

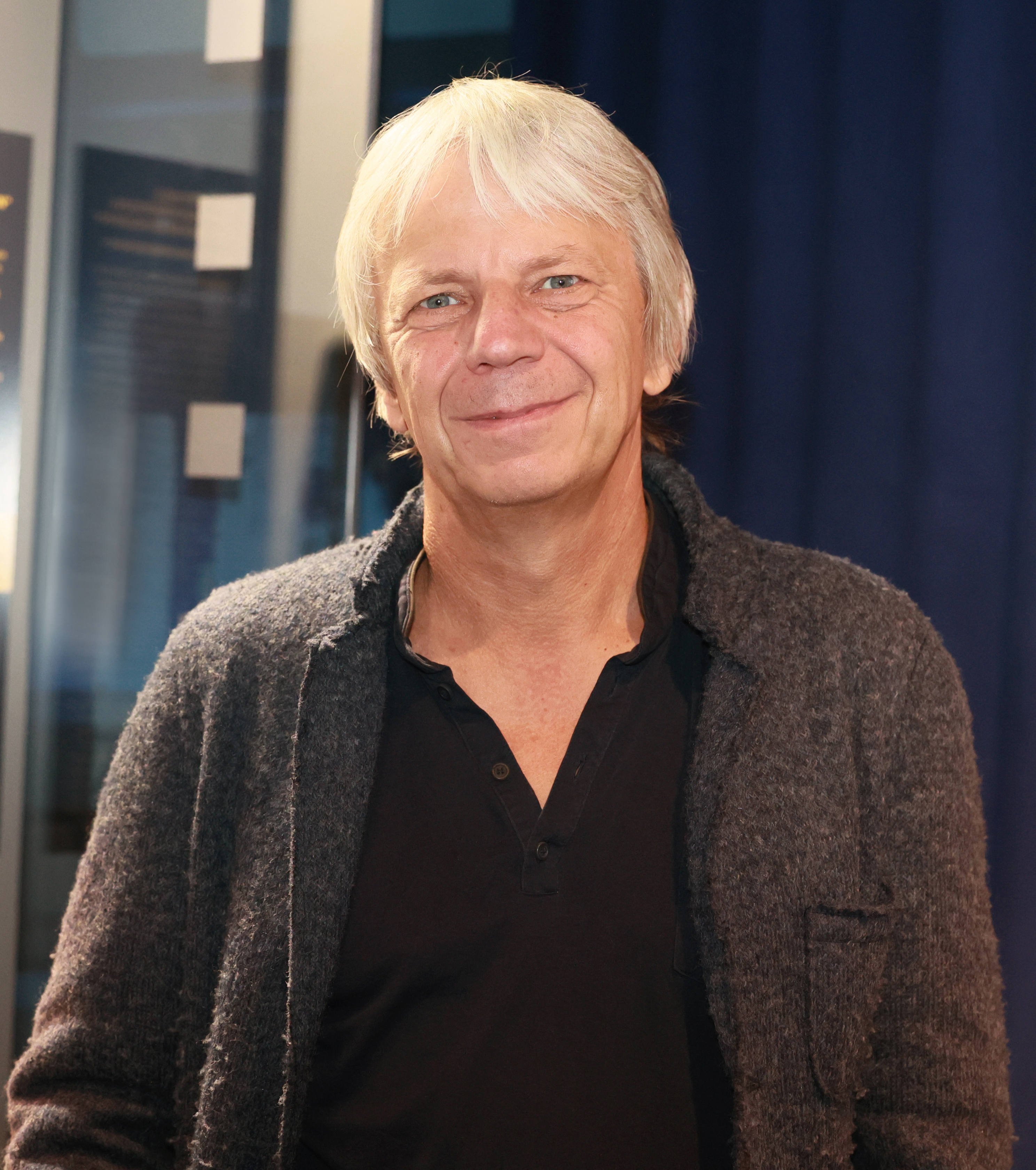
Andreas Dresen im Filmmuseum Potsdam (2023)

Andreas Dresen (* 16. August 1963 in Gera) ist ein deutscher Filmregisseur. Von 2012 bis 2022 war er Laienrichter des Verfassungsgerichts des Landes Brandenburg.

## Leben und Werk

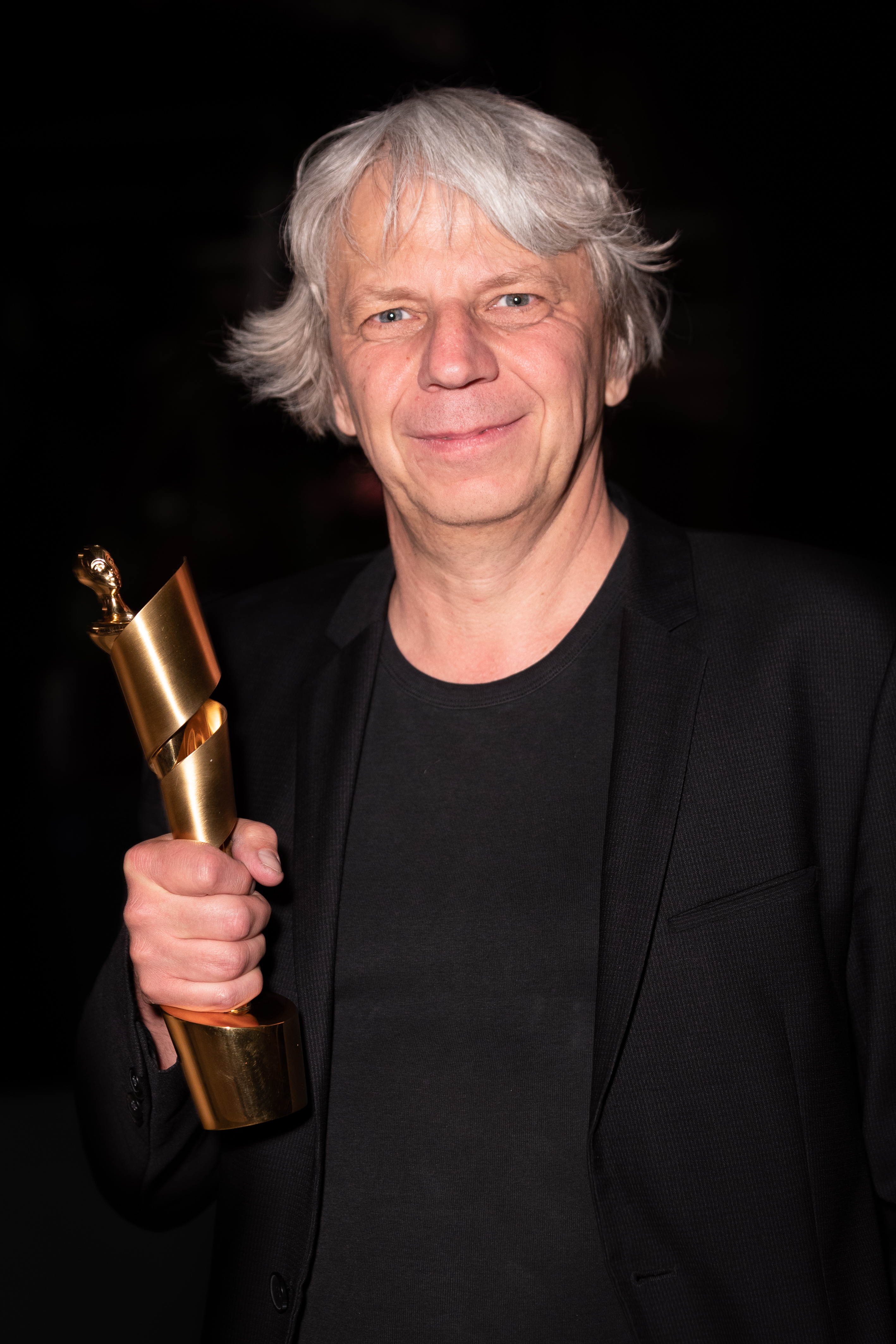
Andreas Dresen mit dem Deutschen Filmpreis 2019

Andreas Dresen ist Sohn des Theaterregisseurs Adolf Dresen und der Schauspielerin Barbara Bachmann. Nach der Trennung seiner Eltern wuchs er bei seiner Mutter auf, der Theaterregisseur Christoph Schroth wurde sein Ziehvater.
Dresen wuchs in Schwerin auf. Seine Mutter war am Staatstheater engagiert. Von 1979 bis 1982 besuchte er in Schwerin die Erweiterte Goethe-Oberschule. Dort drehte er seine ersten Amateurfilme und führte bei Schultheaterstücken Regie. Nach seinem Wehrdienst in der NVA 1982/83 arbeitete er 1984/85 als Tontechniker am Schweriner Theater. 1985 und 1986 absolvierte er ein Volontariat im DEFA-Studio für Spielfilme und war Regieassistent bei Günter Reisch. Darauf folgte 1986 bis 1991 ein Regiestudium an der Hochschule für Film und Fernsehen in Potsdam-Babelsberg, das er mit einem Diplom abschloss. Sein Diplomfilm war Jenseits von Klein Wanzleben. Sein Studentenfilm So schnell es geht nach Istanbul (1990) lief auch auf der Berlinale und erhielt den Prix Europa. Mit seinem ersten Kinofilm Stilles Land (1991/92) reflektierte Dresen in ironischer Weise die Wirren der Wende in einem Kleinstadttheater. Seit 1992 ist Dresen als freier Autor und Regisseur tätig. Nachdem er zunächst für das Fernsehen gearbeitet hatte, drehte er seit seinem zweiten Kinofilm Nachtgestalten (1999) vor allem Kinofilme. Dresen setzt seit Nachtgestalten häufig auf Improvisation und Handkamera, wodurch seine Filme einen sehr realistischen und halbdokumentarischen Charakter erhalten.
Von 1990 an arbeitete er vorrangig mit Kameramann Andreas Höfer zusammen, mit dem er gemeinsam in Babelsberg studiert hatte, seit 2000 auch mit Michael Hammon. Für drei seiner Kinofilme arbeitete Dresen mit Wolfgang Kohlhaase als Drehbuchautor: Sommer vorm Balkon (2005), Whisky mit Wodka (2009) und Als wir träumten (2015). Kohlhaase schätzt an Dresen eine „freundliche“, „beinahe zärtliche“ Sicht- und Umgangsweise mit den Schauspielern und den von ihnen dargestellten Figuren. Dresen bestätigte danach, dass Kohlhaase und er dieselbe „Sicht auf Welt und Menschen“ teilen.
Seit 1996 arbeitet Dresen auch für die Bühne, so am Staatstheater Cottbus (Goethes Urfaust), am Schauspiel Leipzig sowie am Deutschen Theater in Berlin. Im Jahre 2006 inszenierte er an der Basler Oper Mozarts Don Giovanni und am Deutschen Theater Berlin Ödön von Horváths Schauspiel Kasimir und Karoline mit der Musik der 17 Hippies.
Im Jahr 2013 wurde er in die Wettbewerbsjury der 63. Internationalen Filmfestspiele von Berlin berufen. 2015 war Dresen mit seinem Film Als wir träumten nach 1999 (Nachtgestalten) und 2002 (Halbe Treppe) zum dritten Mal im Wettbewerb der Berlinale vertreten.

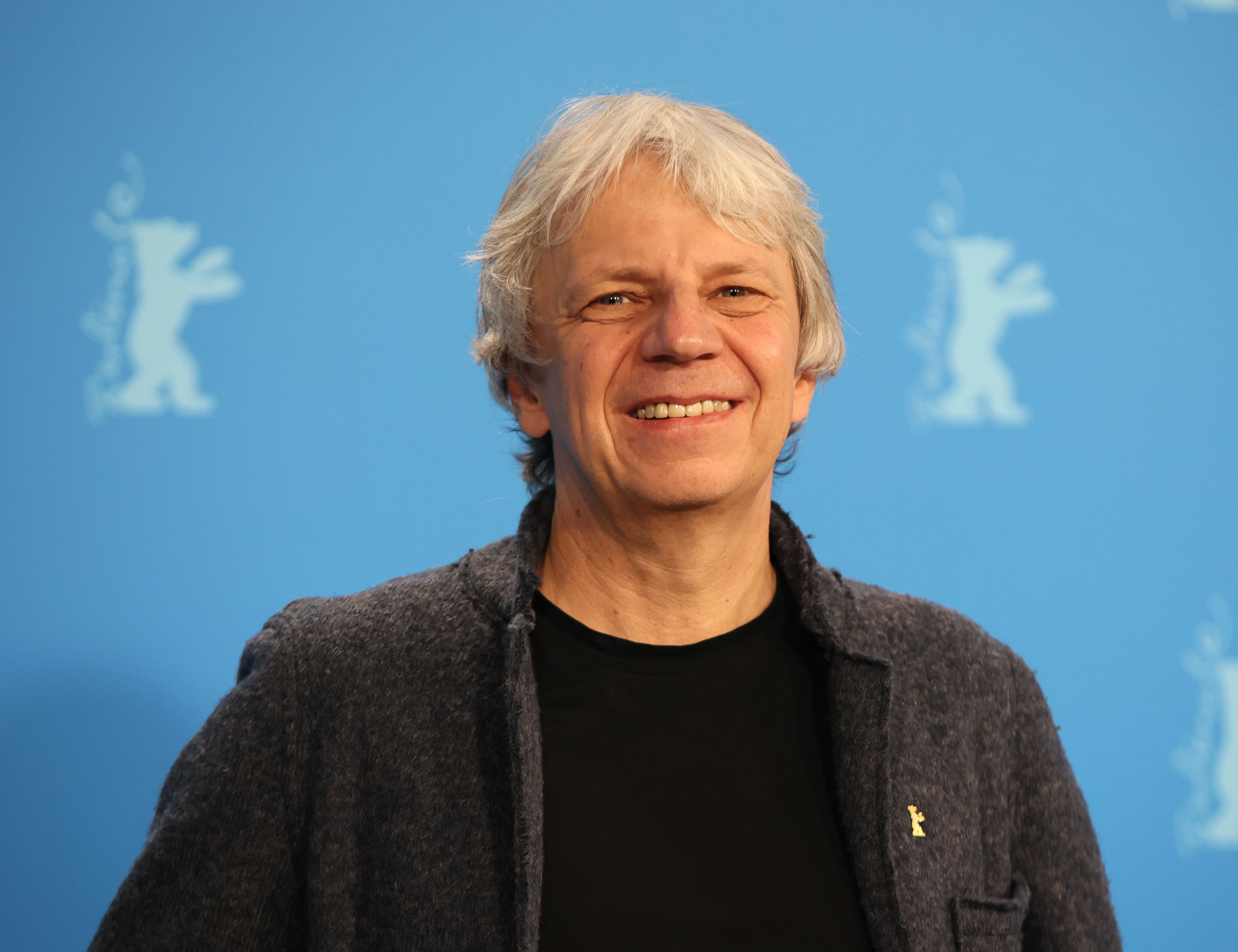
Andreas Dresen auf der Berlinale 2022

2018 kam Dresens Spielfilm Gundermann in die Kinos, der insgesamt sechs Lolas beim Deutschen Filmpreis 2019 gewann, darunter den Preis für den Besten Film. Dresen hatte zwölf Jahre lang versucht, dieses Bio-Pic über den ostdeutschen Liedermacher Gerhard Gundermann zu realisieren. Zusammen mit dem Hauptdarsteller Alexander Scheer und Pankow-Gitarrist Jürgen Ehle spielt Andreas Dresen in einer ursprünglich zu den Filmpremieren gegründeten Band, die u. a. bekannte Lieder von Gerhard Gundermann, David Bowie und Rio Reiser, wiedergibt.
Im Jahr 2022 erhielt er für seinen Spielfilm Rabiye Kurnaz gegen George W. Bush eine Einladung zum Wettbewerb der 72. Berlinale.
Es folgte das Historiendrama In Liebe, Eure Hilde (2024), das von der Widerstandskämpferin Hilde Coppi handelt. Dies brachte ihm eine Einladung in den Hauptwettbewerb der 74. Berlinale ein. Zudem soll Dresen Die Weihnachtsgans Auguste neu verfilmen.

### Engagements und Mitgliedschaften
Andreas Dresen gehörte 2003 zu den Gründungsmitgliedern der Deutschen Filmakademie. Er ist außerdem Mitglied der Europäischen Filmakademie und der Akademie der Künste Berlin-Brandenburg. Zudem hatte Dresen von 2013 bis 2019 das Amt des Stiftungsratsvorsitzenden der DEFA-Stiftung.
Im Oktober 2012 wurde er auf Vorschlag der Fraktion Die Linke als juristischer Laie zum Verfassungsrichter im Land Brandenburg gewählt, im November 2012 stimmte er der Wahl zu. Seine offizielle Amtszeit endete nach 10 Jahren im November 2022. Danach übte er das Amt auf Bitten des Präsidenten des Landesverfassungsgerichtes Markus Möller weiter aus, bis im Oktober 2023 mit Andreas Koch ein Nachfolger gewählt wurde.
Seit 2016 unterstützt Andreas Dresen das „Bündnis für Brandenburg“, eine Initiative des Bundeslandes Brandenburg, die dafür sorgen möchte, dass die Integration von Flüchtlingen gelingt.
Seit dem Sommersemester 2018 hat er die neu eingerichtete Professur für Filmschauspiel an der Hochschule für Musik und Theater Rostock inne.
Er war Erstunterzeichner des in der Zeitschrift Emma veröffentlichten Offenen Briefs an Bundeskanzler Scholz vom 29. April 2022, der sich gegen Waffenlieferungen an die Ukraine nach dem russischen Überfall auf die Ukraine ausspricht.
Ende Juni 2023 wurde Dresen Mitglied der Academy of Motion Picture Arts and Sciences.
Gemeinsam mit anderen Filmschaffenden wie Doris Dörrie, Sönke Wortmann, Simon Verhoeven, Caroline Link und Detlev Buck macht sich Dresen in einem Videoclip für die Stärkung der Verleiher in der Neufassung des Filmfördergesetzes stark.
Dresen lebt in Potsdam.

## Filmografie

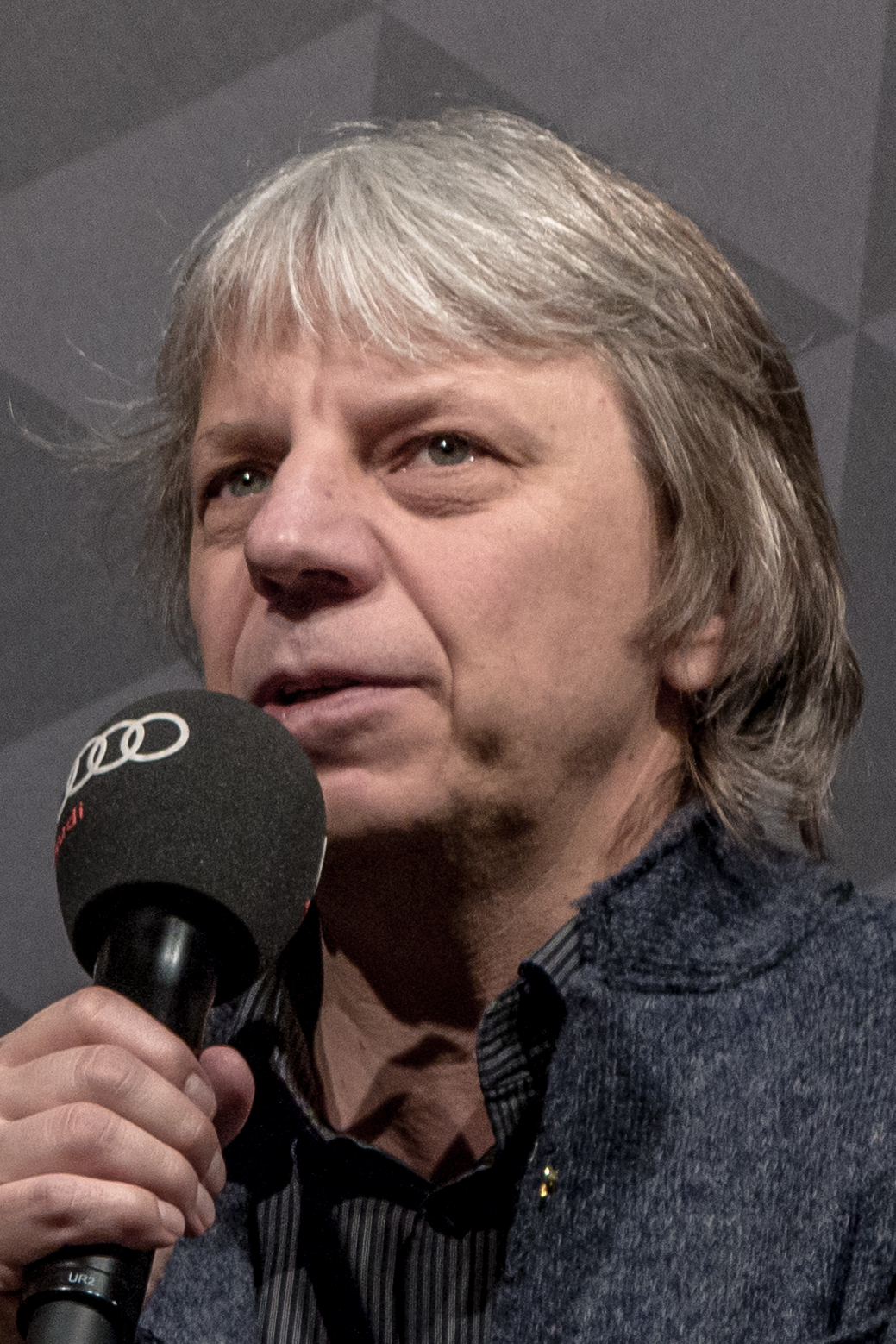
Andreas Dresen auf der Berlinale 2015

### Spielfilme
- 1990: So schnell es geht nach Istanbul
- 1992: Stilles Land
- 1994: Das andere Leben des Herrn Kreins
- 1995: Mein unbekannter Ehemann
- 1997: Polizeiruf 110: Der Tausch
- 1997: Raus aus der Haut
- 1999: Nachtgestalten
- 2000: Die Polizistin
- 2002: Halbe Treppe
- 2005: Willenbrock (nach dem gleichnamigen Roman von Christoph Hein)
- 2005: Sommer vorm Balkon
- 2008: Wolke 9
- 2009: Whisky mit Wodka
- 2011: Halt auf freier Strecke
- 2015: Als wir träumten
- 2017: Timm Thaler oder das verkaufte Lachen
- 2018: Gundermann
- 2022: Rabiye Kurnaz gegen George W. Bush
- 2024: In Liebe, Eure Hilde

### Dokumentarfilme
- 1989: Jenseits von Klein Wanzleben
- 1990: Simbabwe – Träume von der Zukunft
- 1993: Krauses Kneipe
- 1994: Kuckuckskinder
- 2003: Denk ich an Deutschland … – Herr Wichmann von der CDU
- 2010: 20 × Brandenburg – Menschen, Orte, Geschichten
- 2012: Herr Wichmann aus der dritten Reihe
- 2013: 16 × Deutschland – Menschen, Orte, Geschichten (Fernsehdokumentation; Film „Brandenburg“)

### Kurzfilme
- 1976: Unser täglich Brot
- 1985: Der kleine Clown
- 1987: Konsequenzen – Peter, 25
- 1987: Schritte des anderen
- 1988: Nachts schlafen die Ratten
- 1988: Was jeder muß …
- 1989: Zug in die Ferne
- 1991: Lulu
- 1991: Die Narren sterben nicht aus
- 1992: Es bleibt alles ganz anders

## Theater/Oper
- 1996: Johann Wolfgang von Goethe: Urfaust (Staatstheater Cottbus)
- 2006: Wolfgang Amadeus Mozart: Don Giovanni (Theater Basel)
- 2006: Ödön von Horváth: Kasimir und Karoline (Deutsches Theater Berlin)
- 2015: Richard Strauss: Arabella (Bayerische Staatsoper)
- 2019: Wolfgang Amadeus Mozart: Die Hochzeit des Figaro (Hans-Otto-Theater Potsdam im Schlosstheater des Neuen Palais von Sanssouci)
- 2023: Peter Tschaikowski: Pique Dame (Semperoper Dresden)

## Auszeichnungen

### Nationale Preise
- Preis der deutschen Filmkritik
  - 1999: Bester Spielfilm für Nachtgestalten
  - 2003: Bester Spielfilm für Halbe Treppe

- Bayerischer Filmpreis
  - 2003: Regiepreis für Halbe Treppe
  - 2006: Regiepreis für Sommer vorm Balkon

- Hessischer Filmpreis
  - 1992: für Stilles Land

- Grimme-Preis
  - 2001: Adolf-Grimme-Preis in Gold für Die Polizistin
  - 2011: Grimme-Preis, Sektion Information & Kultur/Spezial, für die künstlerische Leitung bei 20 × Brandenburg

- Fernsehfilmfestival Baden-Baden
  - 2000: Hauptpreis für Die Polizistin

- Deutscher Filmpreis
  - 1999: Nominierung Filmpreis in Gold für Außergewöhnliche Leistung in Regie für Nachtgestalten
  - 2002: Filmpreis in Silber für Halbe Treppe
  - 2002: Nominierung Filmpreis für Außergewöhnliche Leistung in Regie für Halbe Treppe
  - 2009: Beste Regie für Wolke Neun
  - 2012: Nominierungen in den Kategorien Regie und Drehbuch für Halt auf freier Strecke
  - 2012: Preis in der Kategorie Regie für Halt auf freier Strecke
  - 2019: Beste Regie für Gundermann

- Deutscher Fernsehpreis
  - 2001: Preis für beste Regie in einem Fernsehfilm für Die Polizistin

- Internationales Filmfest Emden Aurich Norderney
  - 1999: Nominierung für den Filmpreis Emden für Nachtgestalten

- William-Dieterle-Filmpreis
  - 2002: Hauptpreis für Halbe Treppe

- 1992: Deutscher Kritikerpreis
- 2001: Preis zur Förderung der deutschen Filmkunst der DEFA-Stiftung
- 2007: Bundesverdienstkreuz am Bande
- 2011: Douglas-Sirk-Preis des Hamburger Filmfests
- 2011: „Goldener Biber“ auf den Biberacher Filmfestspielen für Halt auf freier Strecke
- 2012: Verdienstorden des Landes Brandenburg
- 2012: Regine-Hildebrandt-Preis
- 2014: Stern auf dem Boulevard der Stars in Berlin
- 2019: Berliner Bär (B.Z.-Kulturpreis)
- 2020: Theodor-Heuss-Preis
- 2020: Bundesverdienstkreuz 1. Klasse
- 2024: Fliegender Ochse auf dem Filmkunstfest Mecklenburg-Vorpommern für In Liebe, Eure Hilde[23]

### Internationale Preise
- Internationales Filmfestival Berlin
  - Berlinale 1999: Nominierung Goldener Bär für Nachtgestalten
  - Berlinale 2002: Preis der Gilde Deutscher FimkunsttheaterKunstkinos für Halbe Treppe
  - Silberner Bär der Jury für Halbe Treppe
  - Nominierung für den Goldenen Bären für Halbe Treppe

- Internationale Filmfestspiele von Cannes
  - 2008: Coup de cœur du jury für Wolke Neun
  - 2011: Prix Un Certain Regard für Halt auf freier Strecke

- Chicago International Film Festival
  - 2002: Silberner Hugo – Beste Regie für Halbe Treppe

- Europäischer Filmpreis
  - 2002: Nominierung Regiepreis für Halbe Treppe
  - 2008: Nominierung Regiepreis für Wolke Neun

- Flanders International Film Festival Ghent
  - 2002: Silver Spur für Halbe Treppe
  - Nominierung Golden Spur für Halbe Treppe

- Montreal World Film Festival
  - 2000: Nominierung Grand Prix für Die Polizistin

- Internationales Kinder- und Jugend-Filmfestival Lucas
  - 1998: Lucas für Altersklasse 12- und 13-Jährige für Raus aus der Haut

- Filmfestival Max-Ophüls-Preis (Saarbrücken)
  - 1995: Förderpreis Langfilm für Mein unbekannter Ehemann

- Prix Europa (Berlin)
  - 2000: für Nachtgestalten

- Internationales Filmfestival Karlovy Vary
  - 2009: Regiepreis für Whisky mit Wodka

- Berlin & Beyond Film Festival
  - 2019: Ehrenpreis für seine Filmkarriere

## Ehrung
Im Oktober 2023 eröffnete das Filmmuseum Potsdam die Ausstellung „Voll das Leben! Andreas Dresen und Team“. Sie wird bis Ende 2024 dort Arbeitsdrehbücher, Kostüme, Requisiten, Szenenbildentwürfe und Modelle zeigen und das Œuvre Dresens beleuchten.
Im Frühjahr 2024 wird Dresen mit einer Granitplatte für Halt auf freier Strecke auf dem „Boulevard des Films“ in der innenstädtischen Fußgängerzone seiner Wahlheimat Potsdam geehrt. 2025 ernannte die Stadt Schwerin Dresen zum Ehrenbürger.

## Dokumentarfilme über Andreas Dresen
- Der Regisseur Andreas Dresen – Auf halber Strecke. Dokumentarfilm, Deutschland, 2013, 29:45 Min., Buch und Regie: Katrin Teubner, Kamera: Ferdinand Teubner, Produktion: MDR, Reihe: Lebensläufe, Erstsendung: 15. August 2013 bei MDR, von MDR, u. a. mit Lothar Bisky, Wolfgang Kohlhaase und Axel Prahl.[27]

- Andreas Dresen – Mein Leben. Dokumentarfilm, Deutschland, 2008, 43 Min., Regie: Cordula Kablitz-Post, Produktion: avanti media, ZDF, Erstsendung: 14. Februar 2009, Inhaltsangabe von arte